# Steinhaus Dauens
Das Steinhaus Dauens ist eine abgegangene spätmittelalterliche Burg des ostfriesischen Häuptlings Edo Wiemken des Älteren, die heute im Jadebusen vor der niedersächsischen Stadt Wilhelmshaven liegt.
Über die Burg in Dauens ist die historische Überlieferung nur wenig detailliert. Sie wurde durch Häuptling Edo Wiemken d. Ä. (1370–1415) errichtet und seiner Schwester Jarste als Mitgift für ihre Ehe mit Ulrich von Seediek geschenkt. 1461 existierte die Burg noch und wurde von Hole Edsen, dem Enkel von Edo Wiemkens d. Ä. Halbschwester Jarst, dem Häuptling von Jever Tanno Duren für den Kampf gegen die Butjadinger zur Verfügung gestellt. Wahrscheinlich ist das Steinhaus 1511 in der Antoniflut untergegangen und liegt seitdem auf dem Grund des Jadebusens vor Wilhelmshaven.